# Nivenia stokoei
Nivenia stokoei är en irisväxtart som först beskrevs av L.Guthrie, och fick sitt nu gällande namn av Nicholas Edward Brown. Nivenia stokoei ingår i släktet Nivenia och familjen irisväxter. Inga underarter finns listade i Catalogue of Life.